# Casa consistorial de San Mateo
La Casa consistorial de San Mateo (Provincia de Castellón, España) es un palacio entre medianeras construido a mediados del siglo XV para sede de la Corte, siendo conocido como Cort Nova, típico ejemplo del gótico civil valenciano. 
Este palacio cuenta con una amplia fachada de sillería, con cuatro ventanas en la planta noble divididas por parteluces. El conjunto de las puertas de la fachada ha sufrido muchas transformaciones.
El interior ha sufrido también numerosas transformaciones y rehabilitaciones. Destaca el Salón de Plenos, con viguería de madera y ventanas al callejón de los Judíos, siendo una de ellas de arco trilobulado.